# Maybe
"Maybe" är en låt framförd av sångaren Toni Braxton, inspelad till hennes tredje studioalbum The Heat (2000). Låten skrevs av Braxton, Keith Crouch, Samuel Gause, Mechalie Jamison och John Smith. Den producerades av Braxton och Crouch. "Maybe" är en komposition i genren R&B som spinner vidare på Braxtons status som sexsymbol. Braxton använder en sångstil som kan liknas vid att snabbt prata eller mumla fram låttexten. "Maybe" fick positivt bemötande av musikjournalister som beskrev den som "sensuell" och berömde dess "atmosfäriska refräng". Texten beskriver en kvällsdejt mellan Braxton och en potentiell älskare där Braxton finner styrka i att kunna kontrollera kvällens utgång.
En officiell remixversion av "Maybe" skapades av J Dub aka Rockstar och skickades till amerikansk radio som den fjärde singeln från The Heat. Den nådde plats 11 respektive 74 på Billboards topplistor Hot Dance Club Songs och Hot R&B/Hip-Hop Songs. En musikvideo regisserades av Chris Robinson men förblev outgiven då Braxton ansåg att innehållet var för kontroversiellt och vågat. I videon bär Braxton samma klänning som när hon vann en Grammy Award i kategorin Best Female R&B Vocal Performance för singeln "He Wasn't Man Enough". 

## Bakgrund och utgivning
Braxton påbörjade arbetet på ett tredje studioalbum tidigt under 1999. Arbetet var försenat från start efter att Braxton stämt sitt skivbolag LaFace Records och dess ägare Arista Records. Braxton hade inte fått tillräckligt stor del av vinsten från albumen Toni Braxton (1993) och Secrets (1996) vilket resulterat i att hon tvingats ansöka om personlig konkurs. En rättslig process pågick under större delen av år 1998. Ett nytt album var först planerat att ges ut i maj år 1999 men datumet flyttades fram till mars år 2000. Albumet, med namnet The Heat gavs slutligen ut i april år 2000. Likt föregående album av Braxton blev The Heat en kommersiell framgång och mottog dubbelt platinacertifikat av RIAA efter utgivningen. Albumets huvudsingel "He Wasn't Man Enough" nådde andraplatsen på den prestigefyllda singellistan Hot 100. Albumet genererade ytterligare två framgångsrika singlar, "Just Be a Man About It" släppt i juni år 2000 och "Spanish Guitar" släppt i september år 2000.
I en intervju med MTV News bekräftade Braxton att albumspåret "The Heat" skulle bli den fjärde singelutgivningen från albumet. Hennes make Keri Lewis skapade flera remixversioner av låten tänkta till radio. I februari år 2001 valdes albumspåret "Maybe" att bli albumets fjärde singel istället. Den skickades till amerikanska radiostationer med formaten Urban AC och Urban den 6 februari 2001. LaFace Records tryckte även upp låten på 12" vinyl och CD-singlar.

## Inspelning och komposition
"Maybe" var en av låtarna från The Heat som Braxton hjälpte till att skriva. Ytterligare låttext skapades av Keith Crouch, Samuel Gause, Mechalie Jamison och John Smith. Braxton och Crouch producerade låten som spelades in vid Human Rythmn i Los Angeles, Kalifornien och Music Grinder i Hollywood, Kalifornien. Den spelades in av Reggie Dozier som assisterades av Brent Riley. Låten ljudmixades av Booker T. Jones III som assisterades av Joe Brown.
"Maybe" är en låt i genren R&B som pågår i tre minuter och åtta sekunder (3:08). Den har ett medelsnabbt tempo och drivs av en repeterande gitarrslinga spelad av Smith samt violiner spelade av South Central Chamber Orchestra med Charles Veal, Jr. som konsertmästare. Texten beskriver en kvällsdejt mellan Braxton och en potentiell älskare där Braxton finner styrka i att kunna kontrollera kvällens utgång. Låten förstärkte Braxtons status som en sexsymbol. Den framförs med en sångstil som kan liknas vid att snabbt prata eller mumla. I låtens första verser sjunger Braxton: "Is tonight the night/ That you take control of me?" och fortsätter under refrängen: "Should I give him some?/ Maybe/ Is this the night for fun?/ Maybe". Låttexten nämner märken som Victoria’s Secret, Petite Chérie och Perrier-Jouët.

## Utgivning och mottagande

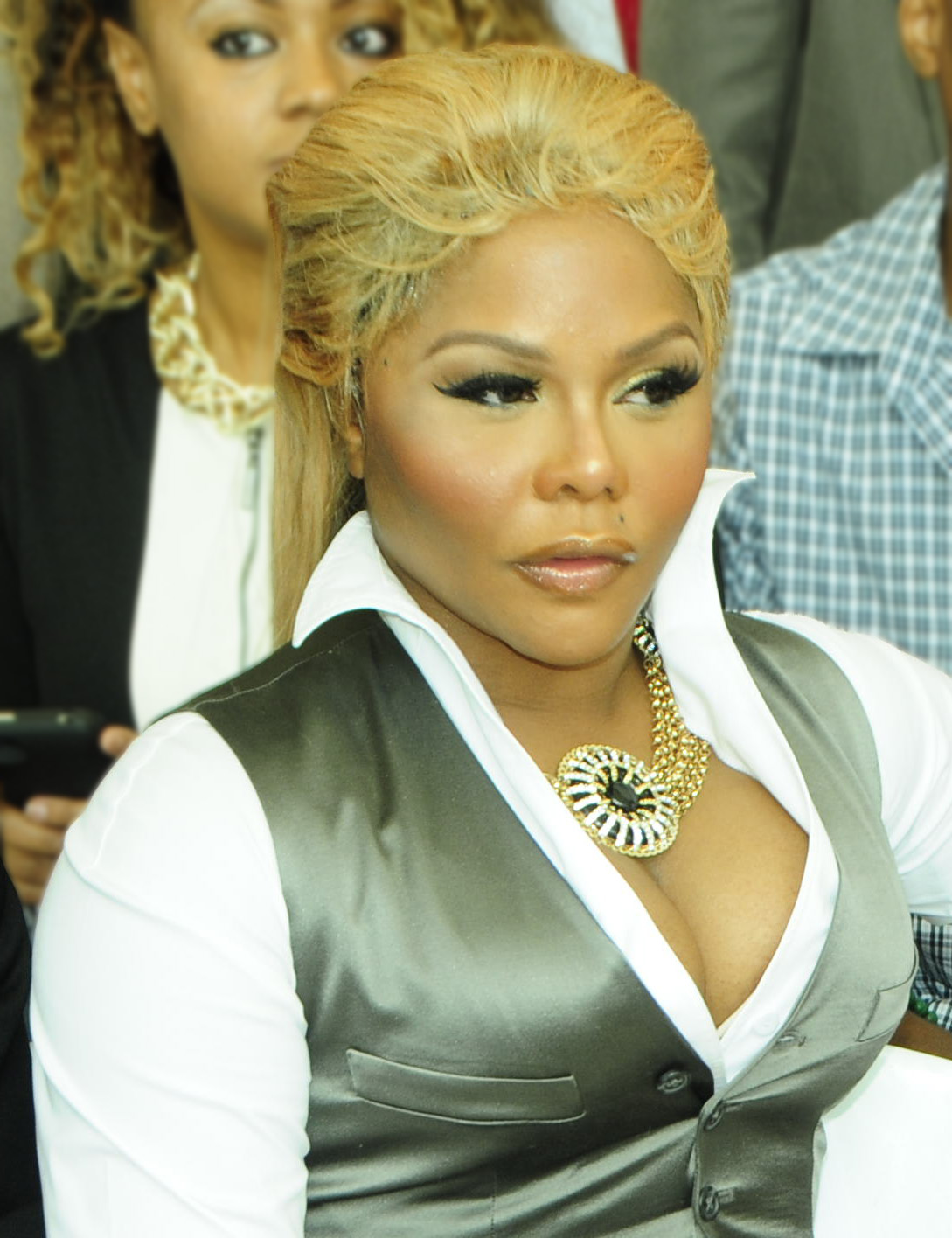
"Maybe" jämfördes med musik utgiven av Lil Kim (på bilden), särskilt hennes album Hardcore (1996).

Vid utgivningen mottog den positiv respons från musikjournalister. Chuck Taylor från Billboard berömde låtens "atmosfäriska refräng" och sensuella tema som drog associationer till "midnattsromantik". Taylor ansåg att låten "definitivt" var tidsenlig med övrig musik på radio men att den inte gav Braxtons sångröst något större utrymme, vilket han beklagade. Rated RnB beskrev låten som "utsökt sexig" och hyllade Braxtons sångstil som beskrevs som "felfri mummel-rap". Recensenten jämförde låten med Lil' Kims album Hardcore (1996) men noterade "Maybe" hade en mindre oanständig låttext. Colin Ross från PopMatters beskrev låten som medelmåttlig. Tidsskriften Jet Magazine rankade låten på plats tjugo på deras lista Jet Top 20 i mars 2001.
"Maybe" blev den första singeln från The Heat att aldrig ta sig in på Billboard Hot 100. Låten hade viss framgång på amerikansk radio. På Urban AC hade den veckans näst-flest adderingar efter Gladys Knight och hennes "If I Were Your Woman". På urban-stationer fick låten 137 spelningar under första veckan från 38 olika stationer. Den blev en av formatets mest adderade låtar. "Maybe" gick in på plats 74 på Hot R&B/Hip-Hop Songs den 17 februari 2001. Den klättrade inte högre på listan och stannade kvar på den i totalt 7 veckor. På danslistan Hot Dance Club Songs sågs låten först 19 maj 2001. Där nådde den som högst plats 11 och stannade på listan i totalt 11 veckor.

## Musikvideo

### Bakgrund
Vid den 43:e upplagan av prisceremonin Grammy Awards år 2001 var Braxton nominerad i tre kategorier. Hon vann i kategorin Best Female R&B Vocal Performance för singeln "He Wasn't Man Enough". Braxton skapade kontrovers under kvällen när hon anlände till röda mattan i en vit, sidolös sammetsklänning av modedesignern Richard Tyler. Klänningen hölls ihop på sidorna av endast ett smalt band och visade mycket hud. Braxtons klädval mottog både kritik och beröm. The Washington Post skrev: "Det är inte ovanligt att Braxton väljer att vara halvt naken." Journalisten jämförde klänningen med den ökända Versace-klänningen Jennifer Lopez bar på prisceremonin året innan och skrev: "Vad som skiljer de båda åt är att Braxton ofta väljer klädval oklokt." Braxtons klänning har kommit med på flera listor över de mest "ikoniska klänningarna" någonsin.

### Koncept och inställd utgivning
Musikvideon för "Maybe" regisserades av Chris Robinson och redigerades Jeff Selis. Videon är i färg och har en speltid på tre minuter. I videon anländer Braxton hem till sin lägenhet efter Grammy-ceremonin i sin ikoniska klänning. I lägenheten mittemot hennes sitter en tjuvkikande man (spelad av James Mathis III). Braxton förför mannen och strippar av sig klänningen. I andra scener framför hon låten i ett badkar medan mannen tittar på. I en intervju från musikvideoalbumet From Toni with Love... The Video Collection (2001) berättade Braxton om handlingen: "Det var inte riktigt så som det var tänkt från början utan blev mer vad vi improviserade oss fram till". När Braxton såg en första version av videon blev hon obekväm av det "oanständiga" innehållet och beslutade tillsammans med skivbolagschefen L.A. Reid att inte ge ut den. I intervjun från sitt musikvideoalbum kommenterade hon: "Efter att ha sett första tagningen kände jag mig fruktansvärt obekväm och ringde L.A. Reid och sa; 'vi kan inte använda den här videon. Den är alldeles för vågad. Jag skulle känna mig totalt utblottad om jag visste att något sånt här fanns online'." I en recension av The Heat från år 2020 noterade Matthew Hocter vid webbplatsen Albumism att videon i dagens mått inte hade varit särskilt kontroversiell. Han ansåg att "Maybe" troligtvis hade presterat bättre på singellistorna om videon trots allt hade släppts. Trettio sekunder av videon inkluderades på From Toni with Love... The Video Collection.

## Format och låtlistor
| 1. | "Maybe" (HQ2 Club Mix)    | 8:30 |
| 2. | "Maybe" (HQ2 Radio Mix)   | 3:33 |
| 3. | "Maybe" (Dynamix NYC Mix) | 8:07 |

| 1. | "Maybe" (Radio Mix)              | 3:08 |
| 2. | "Maybe" (Instrumental)           | 3:08 |
| 3. | "Maybe" (Call Out Research Hook) | 0:10 |

## Medverkande
Information hämtad från LaFace Records CD-singel utgivning av "Maybe".
- Låtskrivare – Toni Braxton, Keith Crouch, Samuel Gause, Mechalie Jamison, John Smith
- Produktion – Keith Crouch, Toni Braxton, J Dub aka Rockstar (radio remix)
- Ljudmixning – Booker T. Jones III, Joe Brown
- Inspelning – Reggie Dozier
- Stränginstrument – South Central Chamber Orchestra
- Konsertmästare – Charles Veal, Jr.
- Gitarr – John Smith
- Bakgrundssång – Sheree Ford-Payne, Toni Braxton

## Topplistor
| Lista (2001)                          | Högsta listplacering |
| ------------------------------------- | -------------------- |
| USA Hot R&B/Hip-Hop Songs (Billboard) | 74                   |
| USA Hot Dance Club Play (Billboard)   | 11                   |

## Utgivningshistorik
| Region | Datum           | Format                                        | Skivbolag      |
| ------ | --------------- | --------------------------------------------- | -------------- |
| USA    | 2000            | 12" vinyl                                     | LaFace Records |
| USA    | 6 februari 2001 | Radio (Urban AC, Urban), CD-singel, 12" vinyl | LaFace Records |